# Іспанська кухня

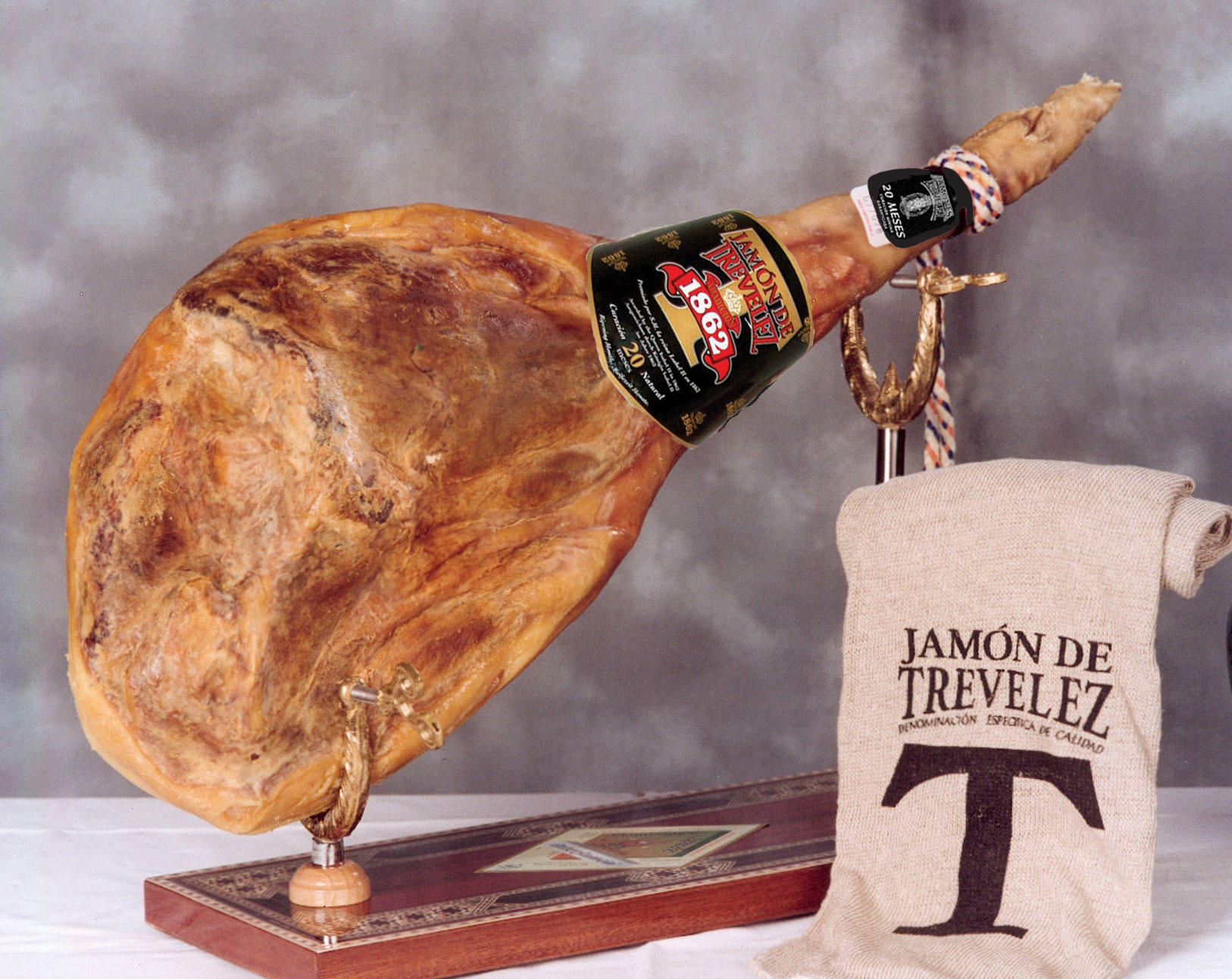
Хамон

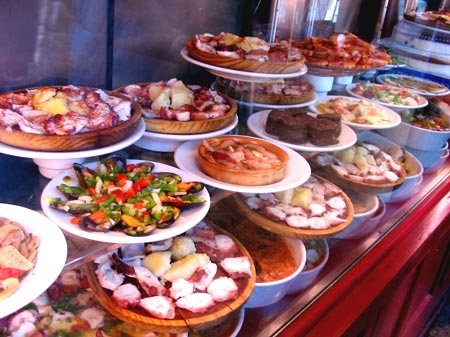
Тапас

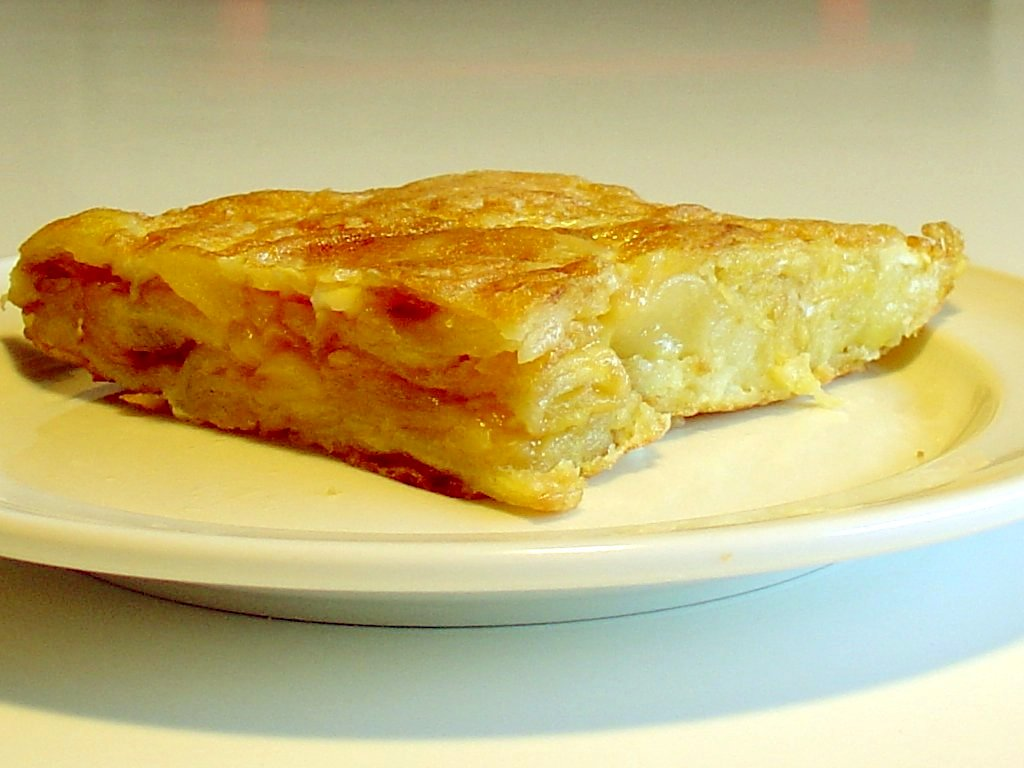
Тортійя де пататас — омлет з картоплею

Іспанська кухня (ісп. Gastronomía de España) — поділяється на регіональні кухні. І кожна з них має свої особливості. Адже вони напряму залежать від того, які продукти використовуються для приготування страв. 

## Загальні особливості
Іспанія — півострів, оточений двома морями. І, природно, мешканці узбережжя здебільшого харчуються рибою. Проте тут розрізняють два види риби. Адже та риба, що виловлена у Середземному морі, відрізняється від тієї, яку ловлять в Атлантиці. З іншого боку Іспанія — гориста країна. Залежно від висоти, сильно змінюється клімат. На висоті до 300 метрів над рівнем моря майже ніколи не буває холодно, але постійно йдуть дощі. Тут — свої продукти. Саме так відповідно до географічного розподілу і відрізняються кулінарні традиції Іспанії. В іспанській кухні дуже мало молочних продуктів. Незалежно від регіону, їжу готують на оливковій олії. Вершкове масло для приготування їжі не використовується. Це є іспанською особливістю. Іншими загальними ознаками іспанської кухні є вживання яєчних десертів та винятково білого пшеничного хліба. 
Іспанські страви прості, але завдяки прянощам, таким як шафран, переповнені вишуканим смаком. Як заправка для супів та салатів використовується оливкова олія, яку дієтологи вважають найкориснішим із жирів. Найчастіше приготовляються страви з риби, дарів моря, стручкових рослин і рису. В страви додаються помідори, перець, картопля, яйця, часник, цибуля, оливки, мигдаль і вино.
Якщо казати про особливості, які поєднують іспанську кухню з іншими національними кухнями, то іспанці вважають, що з італійцями їх поєднує використання для приготування страв оливкової олії, а з німецькою — присутність у меню страв зі свинини.

## Історія
З огляду на історію іспанського народу, необхідно вести мову про кухню щоденну і кухню святкову. Треба враховувати, що історично була їжа, яку вживали прості селяни, і їжа, яку готували багатим людям. 
Майже 40 років тому основною їжею простого народу на більшій частині іспанської території була квасоля, різновид бобових. Найпоширеніша страва — печеня з квасолі і шматочків м'яса свинини — у різних регіонах країни називалася по різному. Залежно від того, скільки грошей було на цей час у родини, готувалися різні ковбаси. На Середземноморському узбережжі — усім відома паейя. Раніше селяни готували рис з тим, що мали в домі. У центральній частині з овочами. Рибалки — з рибою, яку самі ловили. Зараз існують супермаркети холодильники, морозильники. І які завгодно інгредієнти.
Іспанська кухня протягом сторіч перетерплювала зміни. На неї впливали римляни й маври, пізніше — Новий Світ. Саме з Америки вона сприйняла деякі найважливіші види овочів або прянощів, зокрема, помідори, солодкий перець, гострий перець чилі й насамперед — картоплю. Істотні зміни з'явилися навіть і після Другої світової війни, коли багато районів Іспанії стали улюбленим місцем відпустки німецьких туристів. У деяких центрах туризму згодом стали подавати страви, які були чимось середнім між вітчизняною й німецькою кухнею.
Споконвічна іспанська кухня по-селянськи проста. Її основою є цибуля, часник, солодкий перець і зелень. Прянощі застосовуються помірковано, зате шафран — рясно. До найпопулярніших відносяться страви «в одному горщику» (одна страва на перше й друге), тобто їжа селянського походження, що одночасно свідчить, що населення було відносно бідним.

## Традиції
Іспанці велику частину свого часу проводять поза домом, в зв'язку з чим вони їдять в ресторанах та кав'ярнях. Поширений звичай снідати в барах. Такий бар поєднує в собі функції кав'ярні, бару і ресторану, де в залежності від часу дня подаються відповідні страви. До дванадцятої години подаються сніданки, як правило, солодкі. З дванадцятої кухня подає гарячі страви. Від шістнадцятої кухня закрита до самого вечора, коли починають подавати вечерю. 
Із всіх середземноморських країн в Іспанії, як ніде, надають найбільшого значення готуванню вечері. Карта меню в ресторанах пропонує всього кілька страв на обід, зате на вечерю можна вибирати з незліченної безлічі основних страв і закусок. На обід іспанці не витрачають багато часу, але за вечерею ніхто не поспішає. В Іспанії нерідко сідають вечеряти тільки близько 22 годин вечора. На десерт, крім сезонних фруктів и морозива, клієнтам подають пудинг і випічку.

## Страви

### Закуски
Перерва між скромним обідом і вечерею занадто тривала, тому на схилі дня подаються різноманітні закуски «на один зуб», - тапас. Це можуть бути традиційні оливки, тонкі скибочки шинки або морські рачки, засмажені в клярі. Тапас запивають червоним вином або хересом (іспанське десертне вино), що і в себе на батьківщині коштує набагато дорожче. Тапас, називані також ПІНЧОС, не тотожні закускам, які подаються на початку вечері. Вони звичайно подаються за французьким зразком як проміжні страви: мариновані овочі, анчоуси, сардини, часникова ковбаса, молюски, тунець або салат з тунцем, коктейль із крабів, диня. 

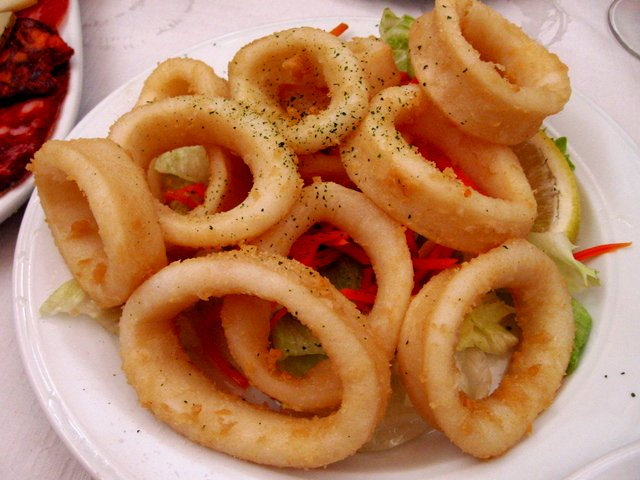
Кальмари по-римськи

Дещо більша ніж тапас закуска під назвою раціон (raciones). І перша і друга складаються з одного продукту або страви, таких як: свиняче вухо підсмажене на грилі, кальмари по-римськи, ковбаски в вині. Ще більшу порцію являють собою platos combinados, котрі поєднують декілька продуктів (крокети, салат, яєшня глазунья, телятина). Згідно з іспанським звичаєм, перед їжею подаються смажені мигдалеві горішки, зелені сирі оливки, хлібобулочні вироби, а також томатний і часниковий соус.
У всій країні надзвичайно популярні тортильї (tortillas) — млинці, які подаються як холодними, так і гарячими.

### Супи
Наступною стравою, як правило, служить суп-крем, наприклад, манний суп-крем з мигдалем. У жарку пору року подається й андалузький сильно охолоджений Гаспачо із протертих помідорів, огірка, оливкової олії й прянощів. Особливо популярний часниковий суп (ajo blanco). Свій родовід ці страви ведуть ще з часів римського панування, коли вони складали стандартний денний харчовий пайок римських легіонерів, які розміщувалися на території сучасної Андалузії. 
Дуже популярний також рибний суп БОУЛАВІСА, що одержав поширення з району навколо Сан-Сєбастьяна й досить нагадує марсельський рибний суп БУЙАБЄС, так само як і смачний суп з молюсків.
Інші типові для Іспанії супи — це пучеро (puchero) — суп із яловичини з шинкою, ковбасою, кльоцками, петрушкою і часником, а також густа олла подріда (olla podrida), основу якої складають: баранина, теляче стегно, телячі хвости, шинка, копчена ковбаса, горох і овочі. 
Як і в Італії, після супу подається нерідко проміжна фірмова закуска з макаронних виробів або тушковані овочі без гарніру. У цьому випадку до другого овочі вже не подають. Як закуску або другу страву іспанці люблять страви з раків. При достатній кількості свіжої риби улюбленою закускою вважається сушена тріска. Споживання сушеної риби іспанці перейняли від норвезьких мореплавців, які сушили рибу про запас або на продаж.

### М'ясо
М'ясна друга страва зазвичай буває тушкованою або смаженою на грилі. Поряд з яловичиною, телятиною, свининою й молодою бараниною в іспанців користуються популярністю й страви з домашньої птиці. Куряче м'ясо входить до складу знаменитої Паельї. Одна з національних м'ясних страв ПУЧЄРО готується з окосту, нуту (баранячого гороху) і часникової ковбаси Чорісос. До цієї страви подають галушки зі шпику, окосту, часнику, посипані зеленню петрушки. В Іспанії найчастіше на гарнір подають рис, а також картоплю.

### Десерт
З десертів популярним є карамельний пудинг. Іспанці люблять дуже солодкі пироги з начинкою з мигдалевого крему, що, найімовірніше, вони успадкували від своїх мавританських предків. Сир наприкінці трапези подається лише зрідка. Хоча Іспанія по площі є найбільшим виробником винограду, на обсязі продукції виноробства це не позначається. Виробництву якісних вин велика увага стала приділятися тільки в останні роки. Марочні іспанські вина витримують порівняння й з французькими.

## Типові страви
Сучасна іспанська кухня різноманітна, своєрідна і неповторна. Її визначальними елементами — суто іспанськими стравами — є хамон та паейя. Зазвичай іспанці спочатку їдять хамон, а потім паелью.

### Хамон

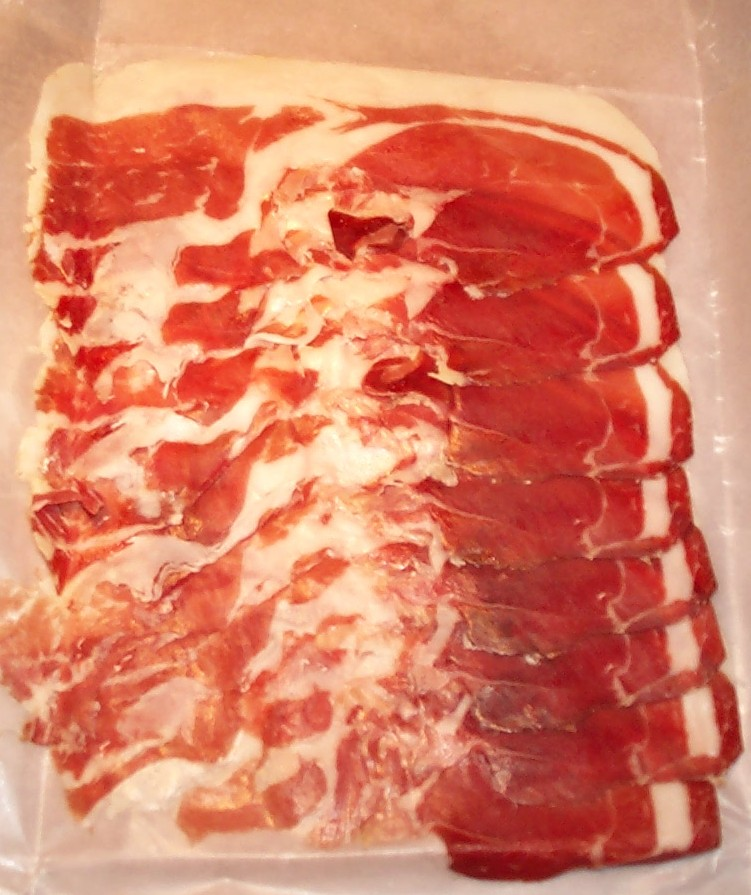
Нарізані шматочки хамону

Хамон (свиняча нога) — іспанська вишукана їжа, найкращий делікатес. В народі говорять, що найпростіше в іспанській кухні це — з'їсти хамон і запити його червоним вином. Адже приготування хамона — майже національний міф. Головне, щоб тварина, з якої готується страва, багато бігала і харчувалася жолудями з дуба, який не втрачає листя (на такому дереві плоди дуже смачні та солодкі). Мешканці гірських районів Іспанії підвішують хамон сирим у холодному сухому місці, де він в'ялиться майже без солі. А в місцевостях з вологим кліматом спершу потрібно його добре засолити або підкоптити.
Звичайний хамон промисловим способом виготовляють на фермах. Він виходить досить смачний і його дають дітям на бутерброди. В Іспанії він продається у кожному супермаркеті. Зазвичай купують вже нарізаний хамон по 100-300 грамів, адже його вартість до 50 євро за кг. 
Але справжній добрий хамон, який коштує від 100 євро за кілограм, купується тільки на свято. І не на кожне свято, а на дуже особливе. Його нарізають на таріль разом з сиром і креветками. Іноді вартість цілої ноги (хамона) становить вартість автомобіля.

### Паелья

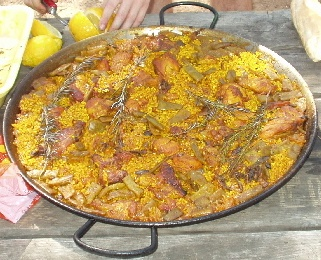
Паелья

Паелью готують з рису, додаючи різні інгредієнти. Паейя може бути м'ясна чи рибна. Але у кожного кулінара є свій спосіб її приготування.

### Інші
- Бутіфара (Butifarra) — свиняча ковбаса, яку подають з картоплею фрі або з овочами, інколи з яйцем чи омлетом
- Гаспачо — холодний суп з помідорів
- Сарсуела (Zarzuela) страва з крабів, креветок, осьминогів і білої риби в соусі приготованому на вині і коньяку.
- Тортійя — омлети, типово з картоплею
- Чорісос (Chorizo) — пряні свинячі ковбаски

## Регіональні особливості
На півдні царюють дари моря, в глибині країни на столах переважають овочі і різноманітні види м'яса, а в горах — ягнятина і стручкові рослини.

### Північна кухня
Для півночі характерні страви з тунця та різноманітних морепродуктів. Там досить сухий клімат і багато річок, тому мешканці цього регіону мають можливість вирощувати багато овочів.
В Астурії готовлять фабаду (страву з квасолі), місцеві сири і сидр. Кантабрія пропонує велику кількість страв з дарів моря і гір і продуктів високої якості, як наприклад, яловичина, анчоуси і молочні продукти. Різні види молюсків, форель, сардини і страва з рису зі свіжим лососем (arroz santanderino). У Країні Басків поширена сезонна кухня, своєрідна сімейна кулінарія з власними стравами, наприклад, мармитако (картопля з макреллю) і чангурро (молюски з крабами). Особливою популярністю користуються тріска в часниковому соусі (bacalao al pil-pil) або по-біскайському, плавці морської щуки (kokotxas), величезні котлети з яловичини на грилі (chuletones de buey) і мальки вугра — вважаються одними з неперевершених іспанських страв. 
Серед особливостей кухні Галісії — поті, калдейрадас, восьминіг, молочні продукти і кондитерські вироби, варений восьминіг (pulpo a feira), свинячі ніжки з листям брукви (lacon con grelos), риба мерлан, тушкована в глиняному горщику (merluza a la gallega). 

### Кухня центральної Іспанії
У центральній частині Іспанії буває холодно, подекуди трапляється справжня зима і там взагалі не буває дощів. Основні продукти харчування тут — свинина і різноманітні бобові культури. Традиційною стравою мешканців центральної частини Іспанії є ягня або молочне порося, засмажене у величезній печі. 
У Піренейській зоні славиться соус чилі «чиліндрон» — соус з томатів, перцю і цибулі. Арагон пропонує нам нескінченну розмаїтість страв з цим чудовим соусом. З ним готують, наприклад, курку (polio al chilindron), куріпку (perdiz) або баранину (cordero). Також чудова шинка з Теруеля. Розмаїтість і багатство — два влучні визначення для простої, багатої і натуральної їжі в Ла Ріоху і Наваррі, гурмани цінують соуси і гарніри з овочів. Для фруктів і зелені тутешні родючі долини — просто рай, а вирощені тут спаржа, перець, огірки, часник, а також персики і груші користуються заслуженою славою завдяки своїй якості.

### Середземноморська кухня
Див. також Каталонська кухня.

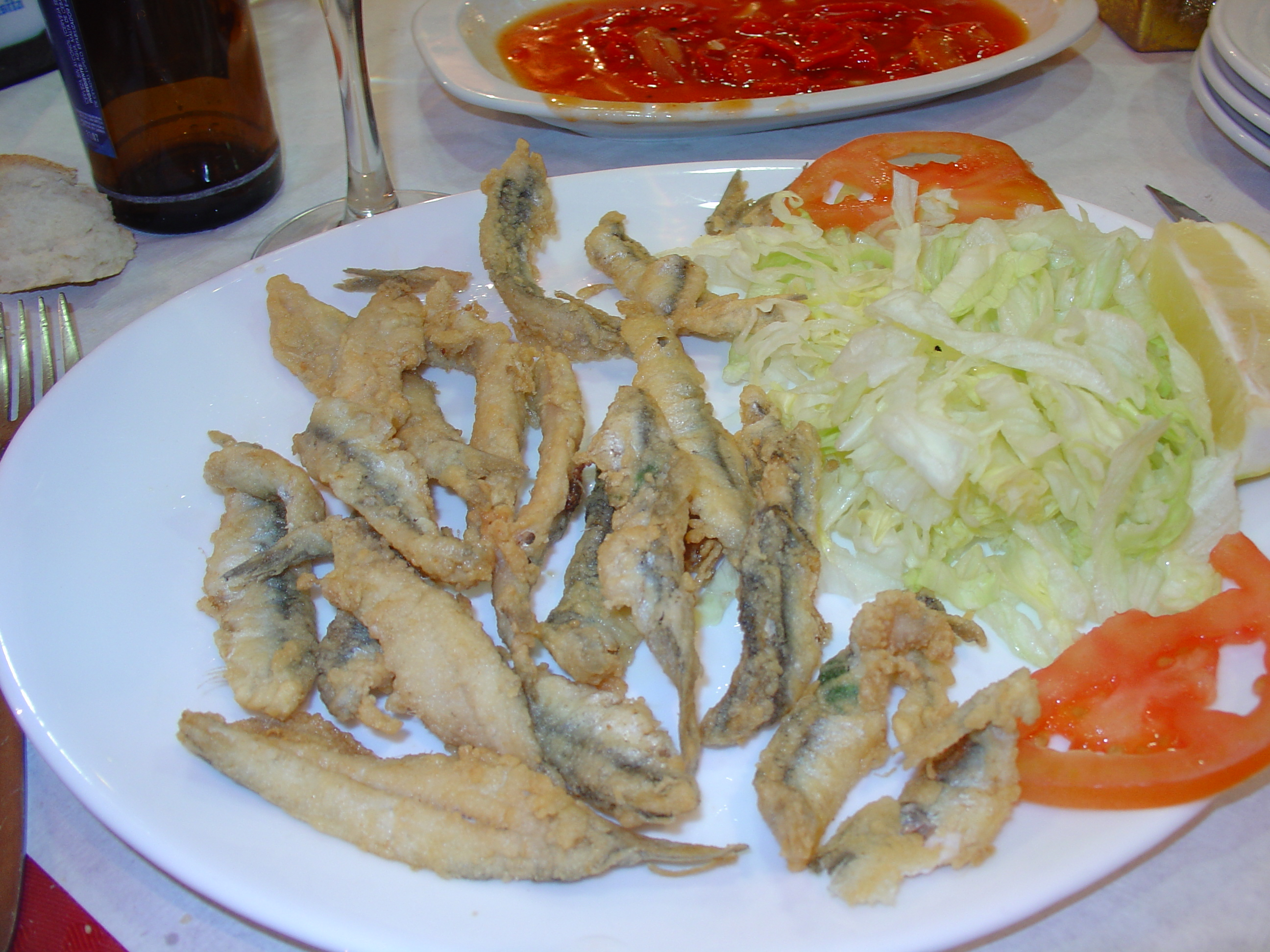
Смажені рибки

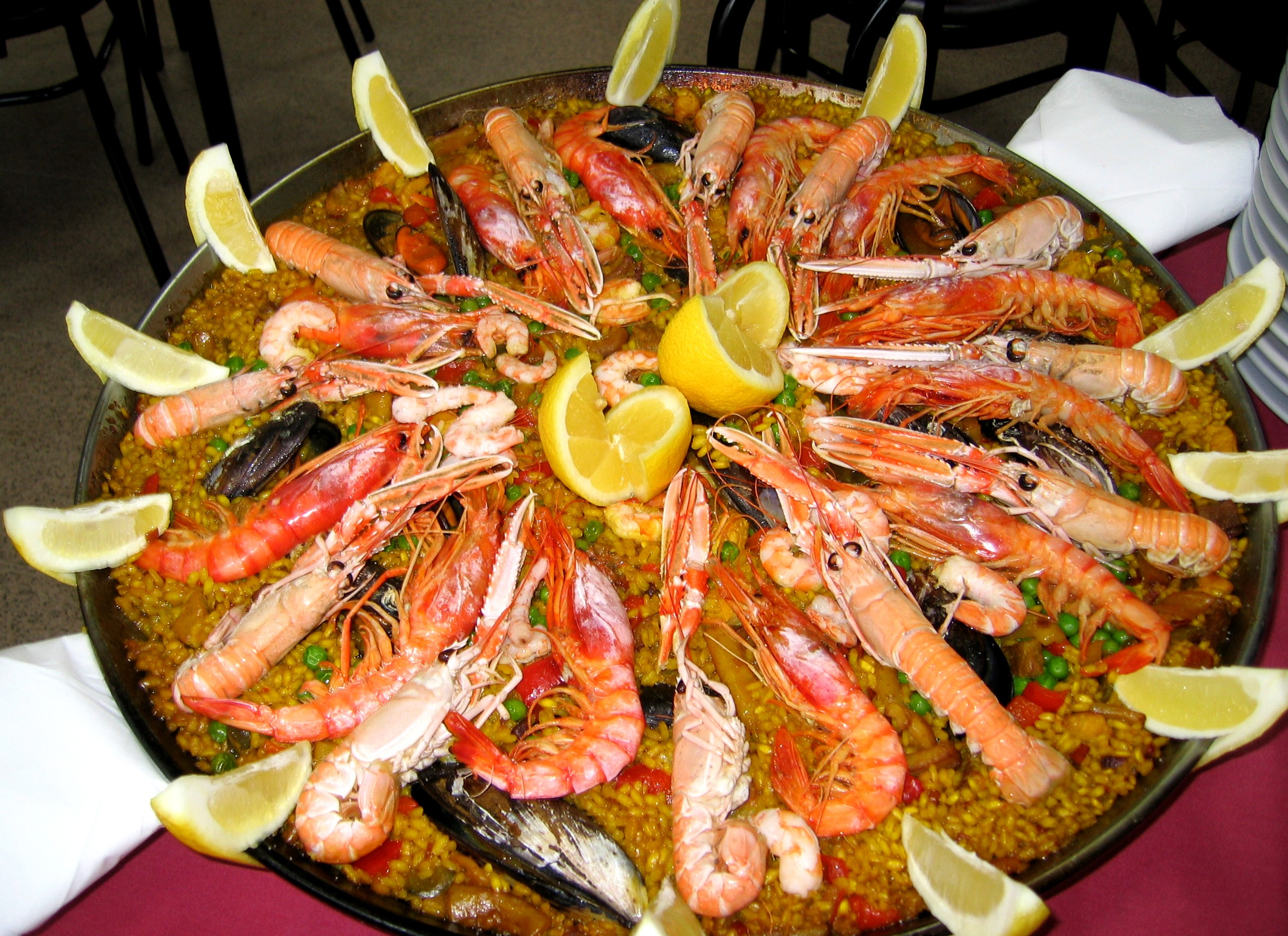
Паелья з морепродуктами

Каталонія має тісні зв'язки з Південною Францією й Італією, тому фантазія каталонських кухарів не має меж. Основу багатьох головних страв складає один з чотирьох соусів: софріто (sofrito, з часнику, цибулі, томатів, перцю і зелені), самфаїна (samfaina, з томатів, перцю і баклажанів), пікада (picada, з часнику, зелені і смаженого мигдалю) і, нарешті, алі-олі (ali-oli) з часнику з оливковою олією). Одна з улюблених страв — печеня («касуела»). Популярні тут густа й ароматна юшка з морського чорта (suquet de peix), смажені свинячі ковбаски з білою квасолею в киплячому свинячому салі (mongetes amb botifarra), а також рагу зі свинячої голови і свинячих ніжок (cap-i-pota). 
Значними особливостями і контрастами відрізняється також валенсійська кухня, у якій типово середземноморські страви — риба, овочі і фрукти — сполучаються зі стравами, що готуються в районах Центрального плато Месета, — тушкованими овочами і тушкованою дичиною. 
Характерною рисою кухні Мурсії також є використання дарів моря і землі під впливом змішування культур, серед її оригінальних страв особливо цінується «кальдеро» або особливо приготовлений мал. 
Балеарські острови є батьківщиною кулінарних виробів, що поширилися потім по всьому світу. У першу чергу варто назвати майонез, батьківщина якого місто Маон на острові Менорка. На Мальорці славляться «енсаймадас» (легкі булочки з тіста) і ковбаса «собрасада».

## Галерея

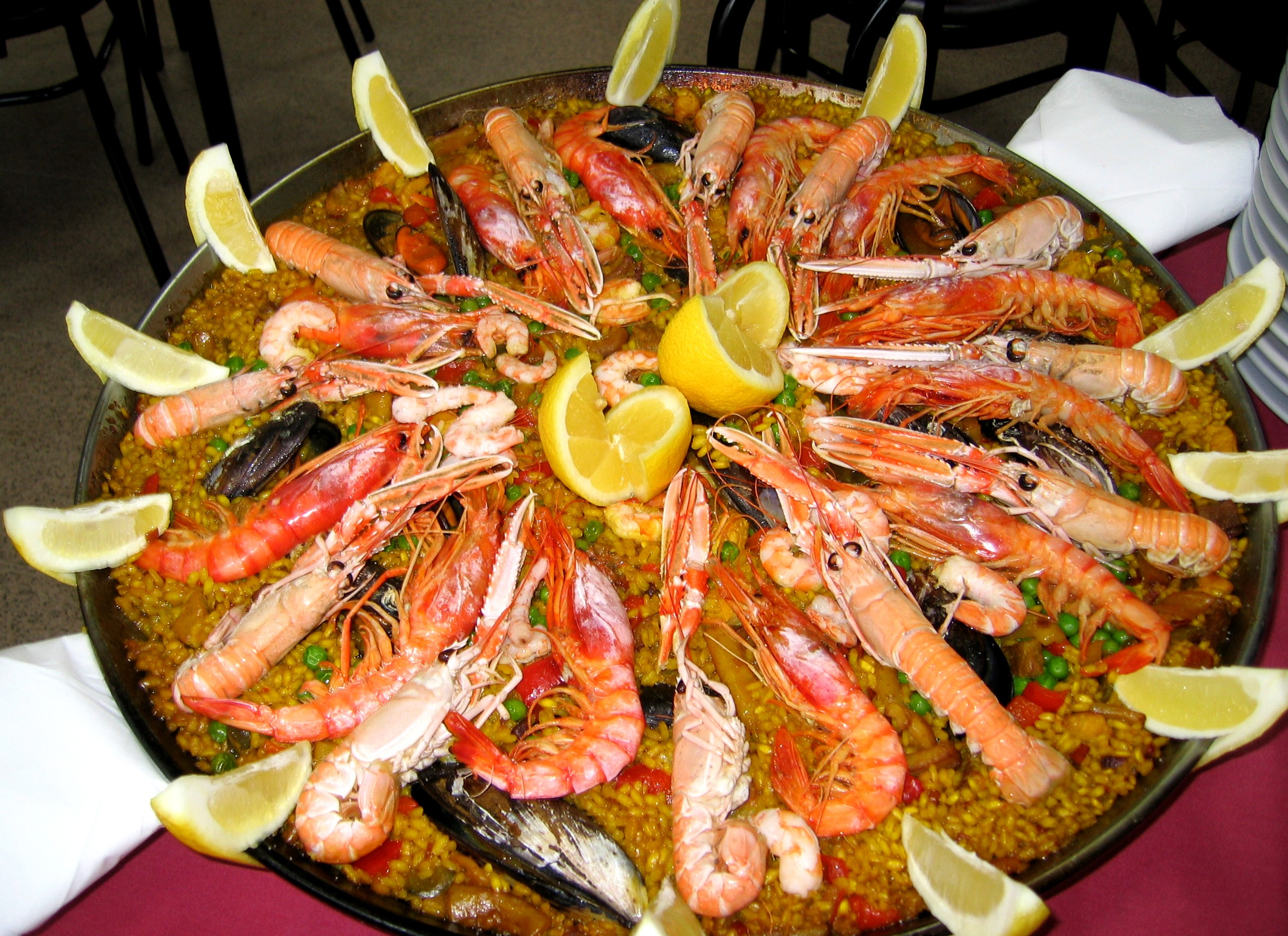
Паелья
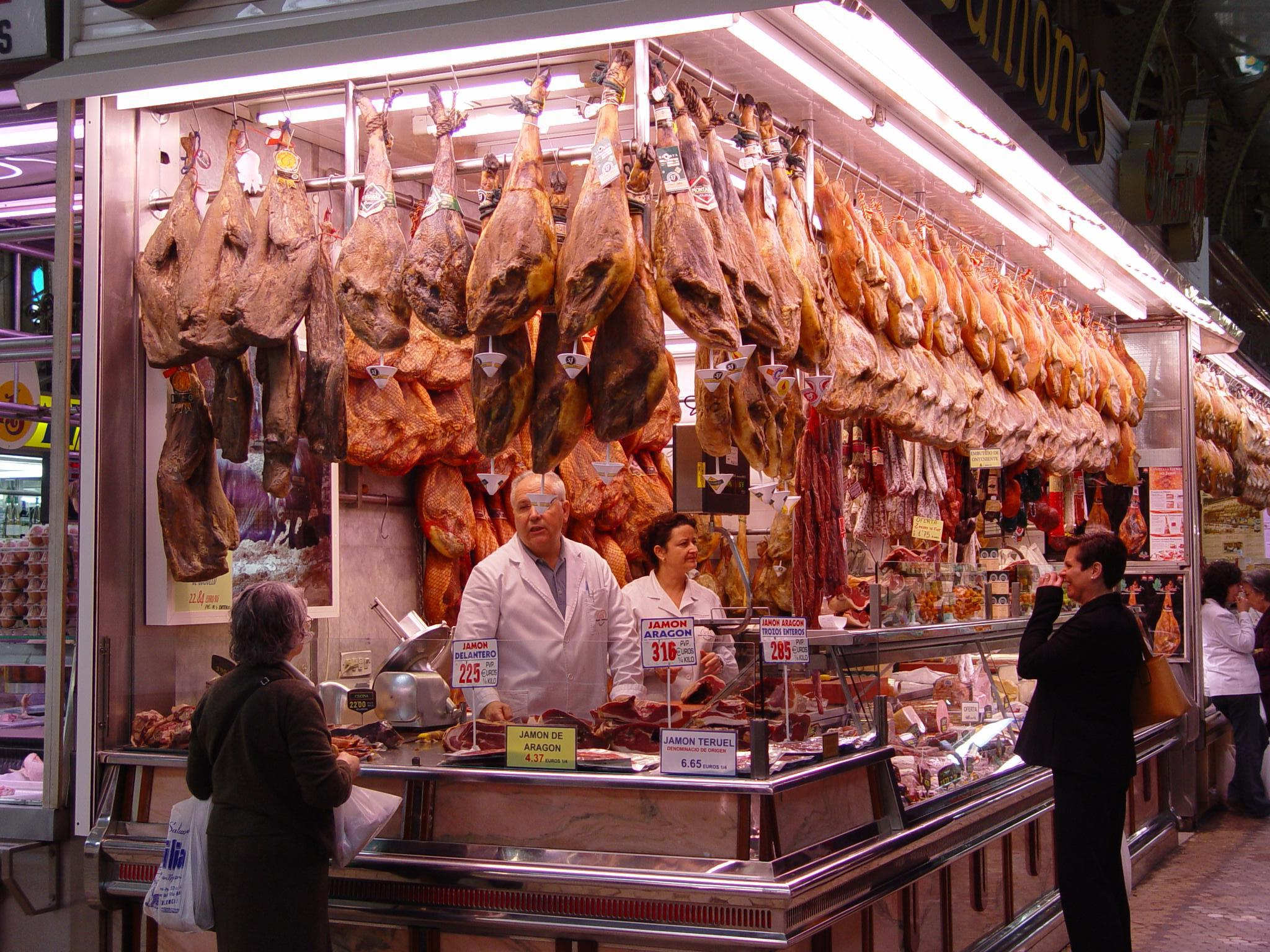
Хамонерія
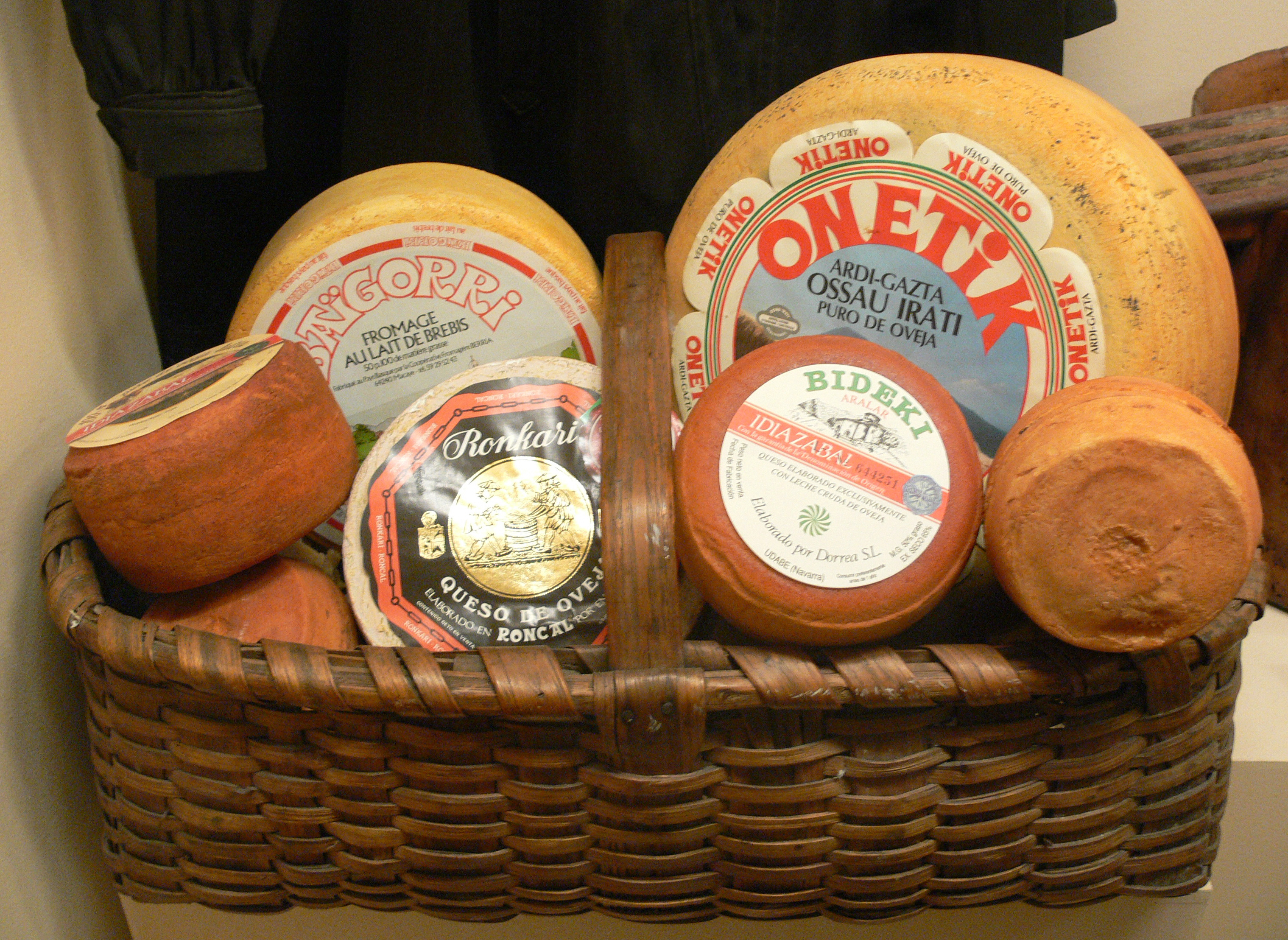
Баскський сир
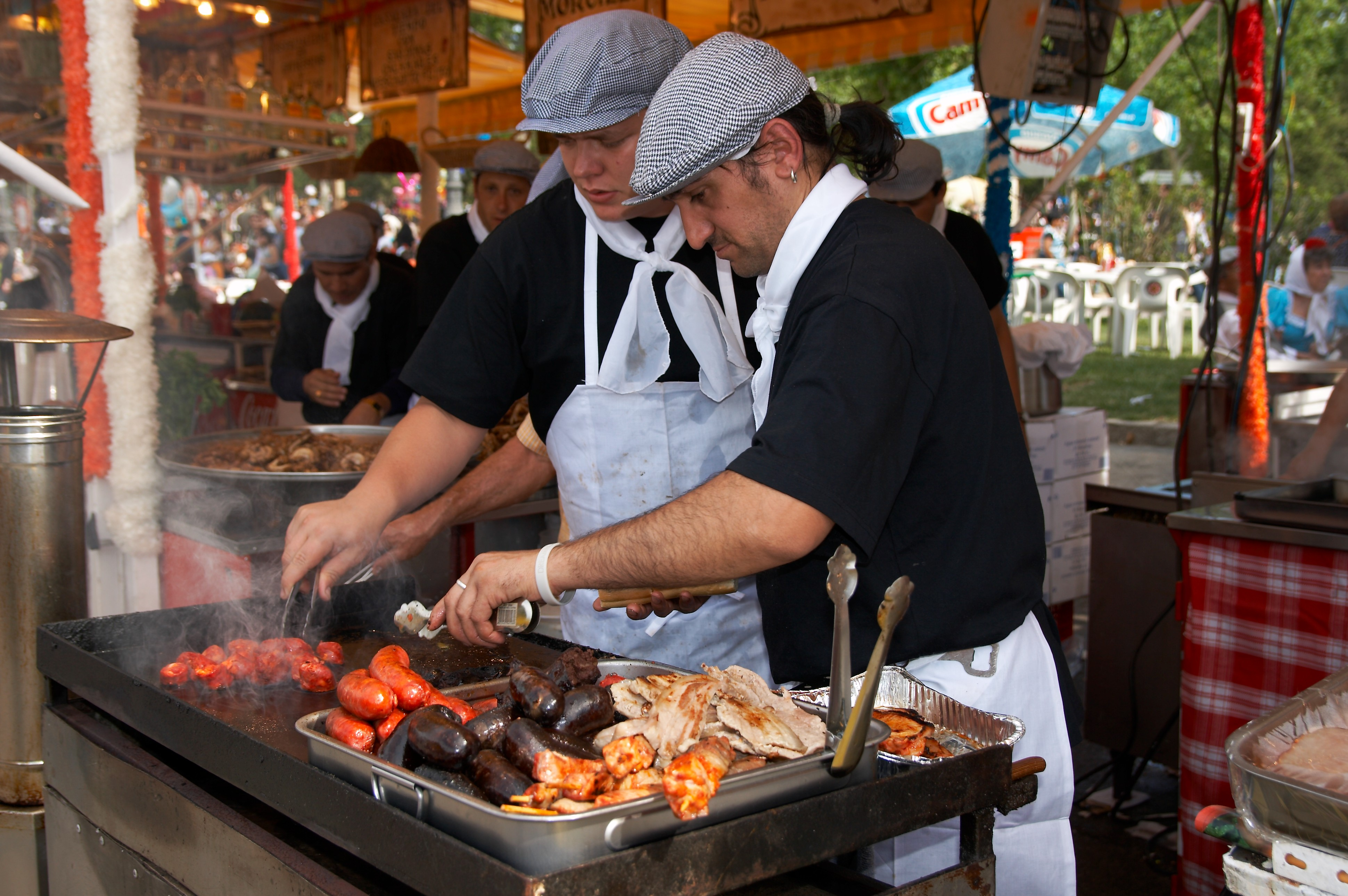
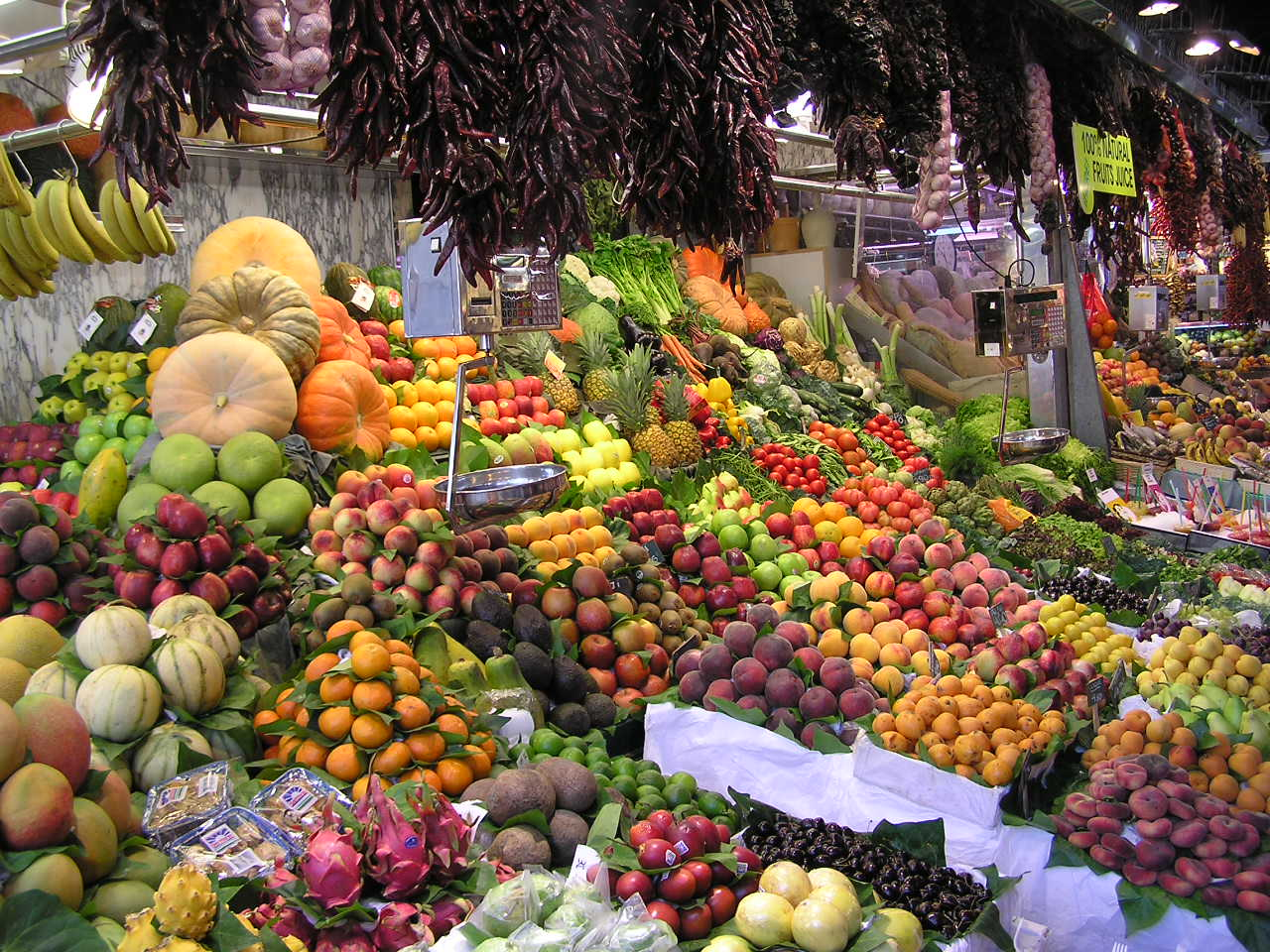
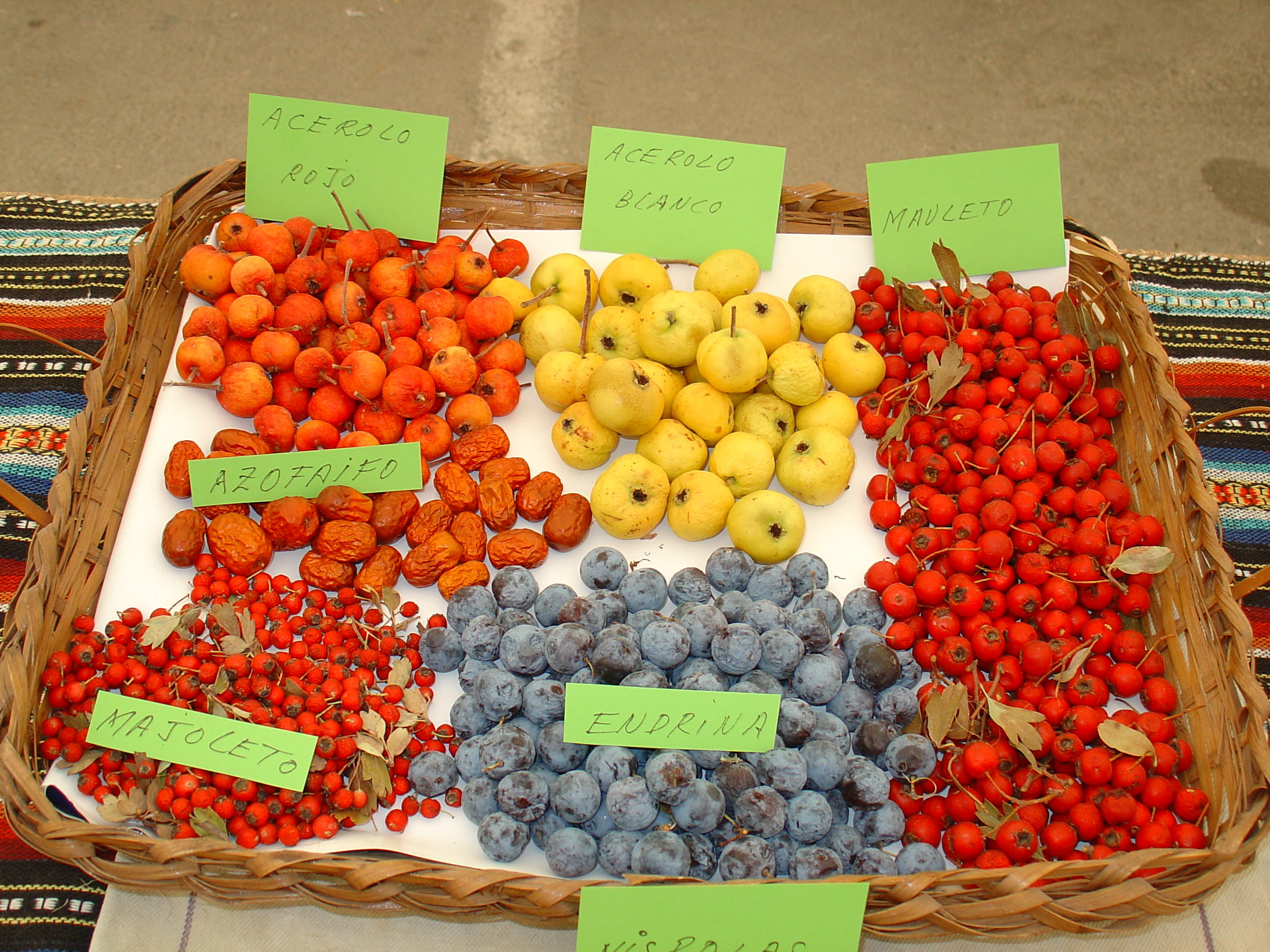
Плоди осені
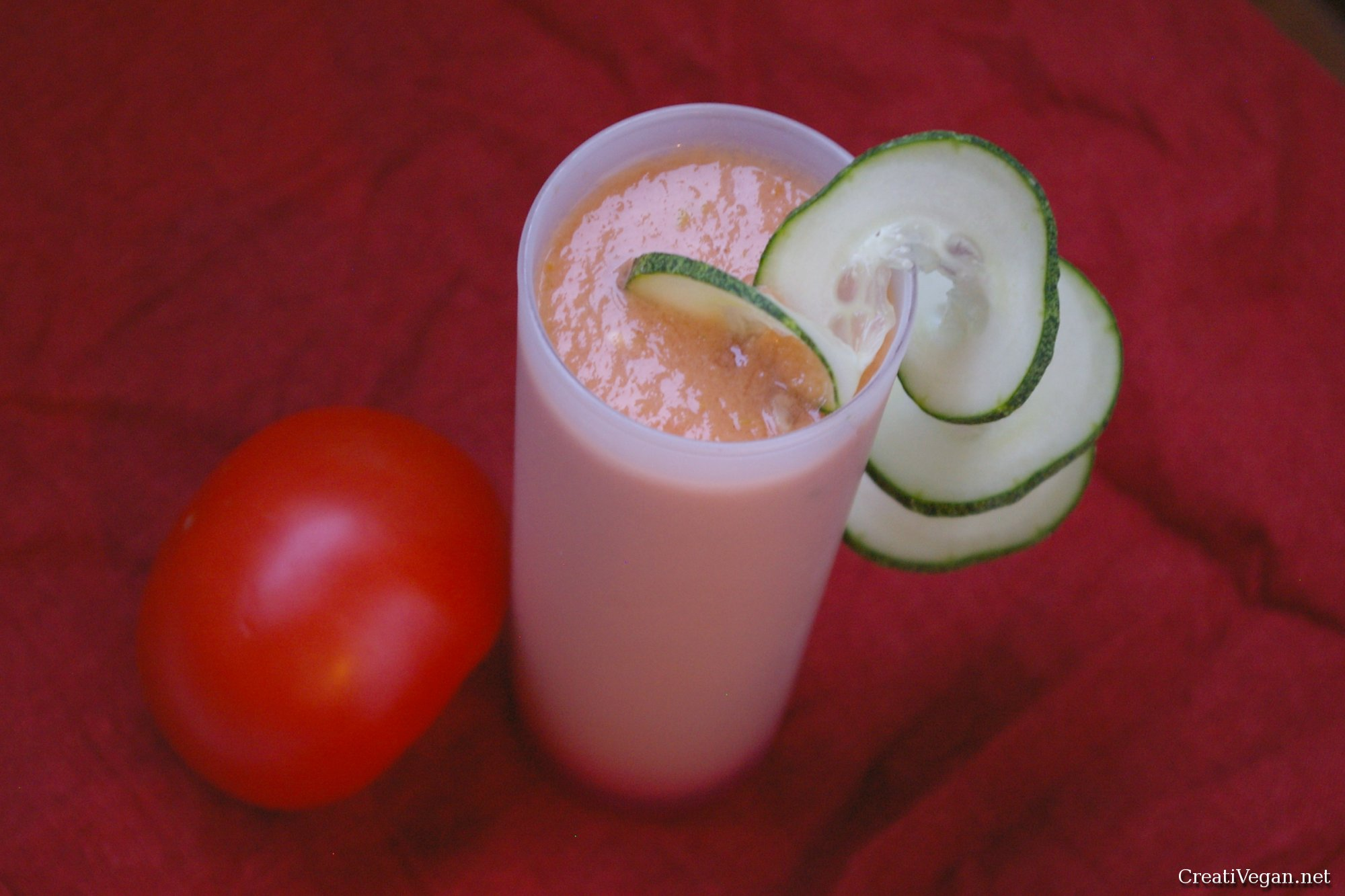
Гаспачо
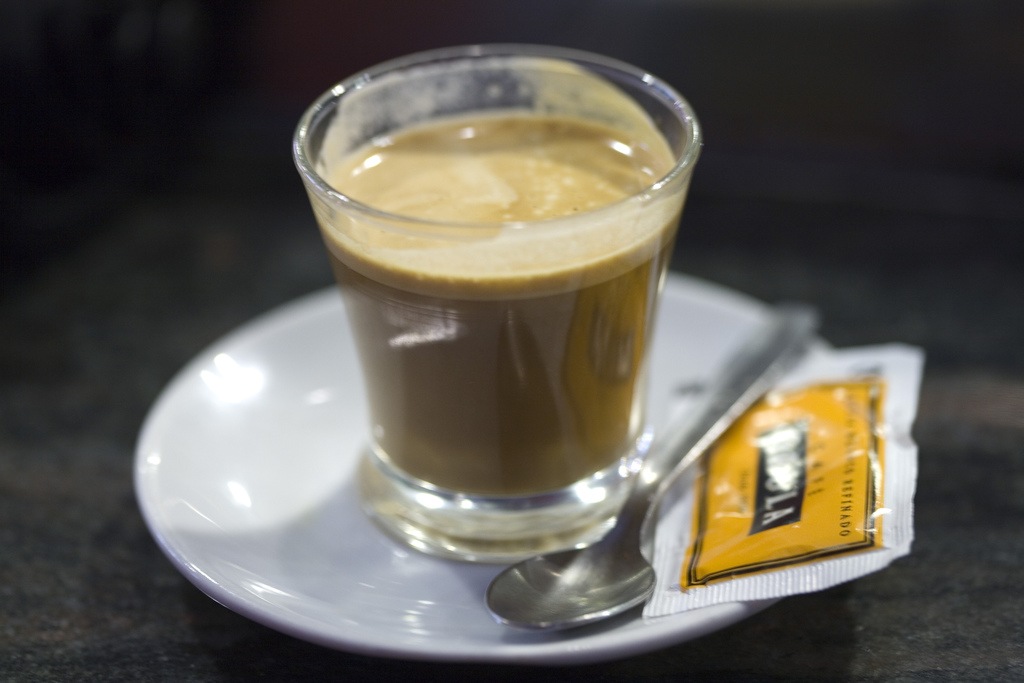
Кафе кортадо